# Klosterhof (Heilbronn)

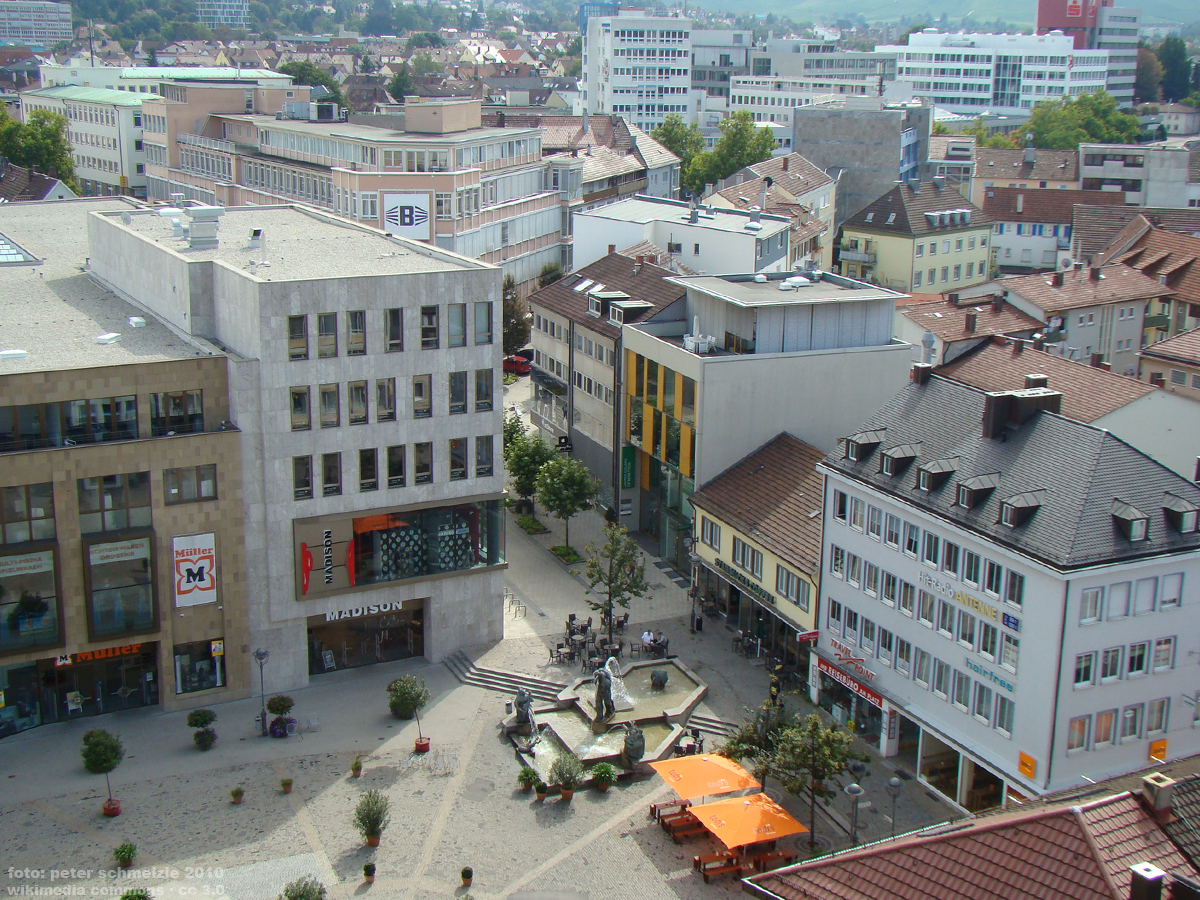
Klosterhof, links, 2010

Der Klosterhof ist ein Geschäftshaus in Heilbronn im Stil der Postmoderne, mit 5.000 m² Grundfläche und 11.000 m² Verkaufsfläche. Es befindet sich auf einem Carrée, das vom Kiliansplatz, der oberen Kaiserstraße, der Klostergasse und der Klarastraße eingegrenzt wird. Es wurde 2009 für die ITG Düsseldorf nach Entwürfen von Mattes Sekiguchi, Franz-Josef Mattes und Stefan Takanori Sekiguchi aus Heilbronn erbaut. Der Klosterhof wurde Gegenstand eingehender Beschreibung in Heilbronn: Neue Architektur in Stadt und Landkreis.

## Vorgängerbauten

### Klarakloster und Klostergasse

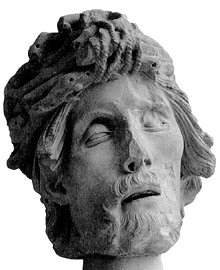
Christuskopf von Hans Seyfer (1505)

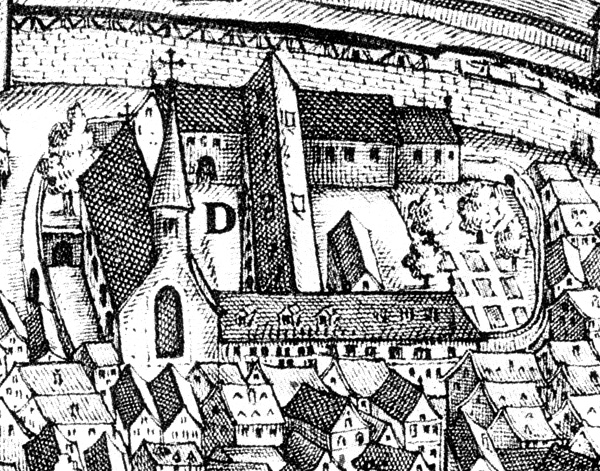
Heilbronner Klarakloster, Stadtansicht von Johann Sigmund Schlehenried, 1658

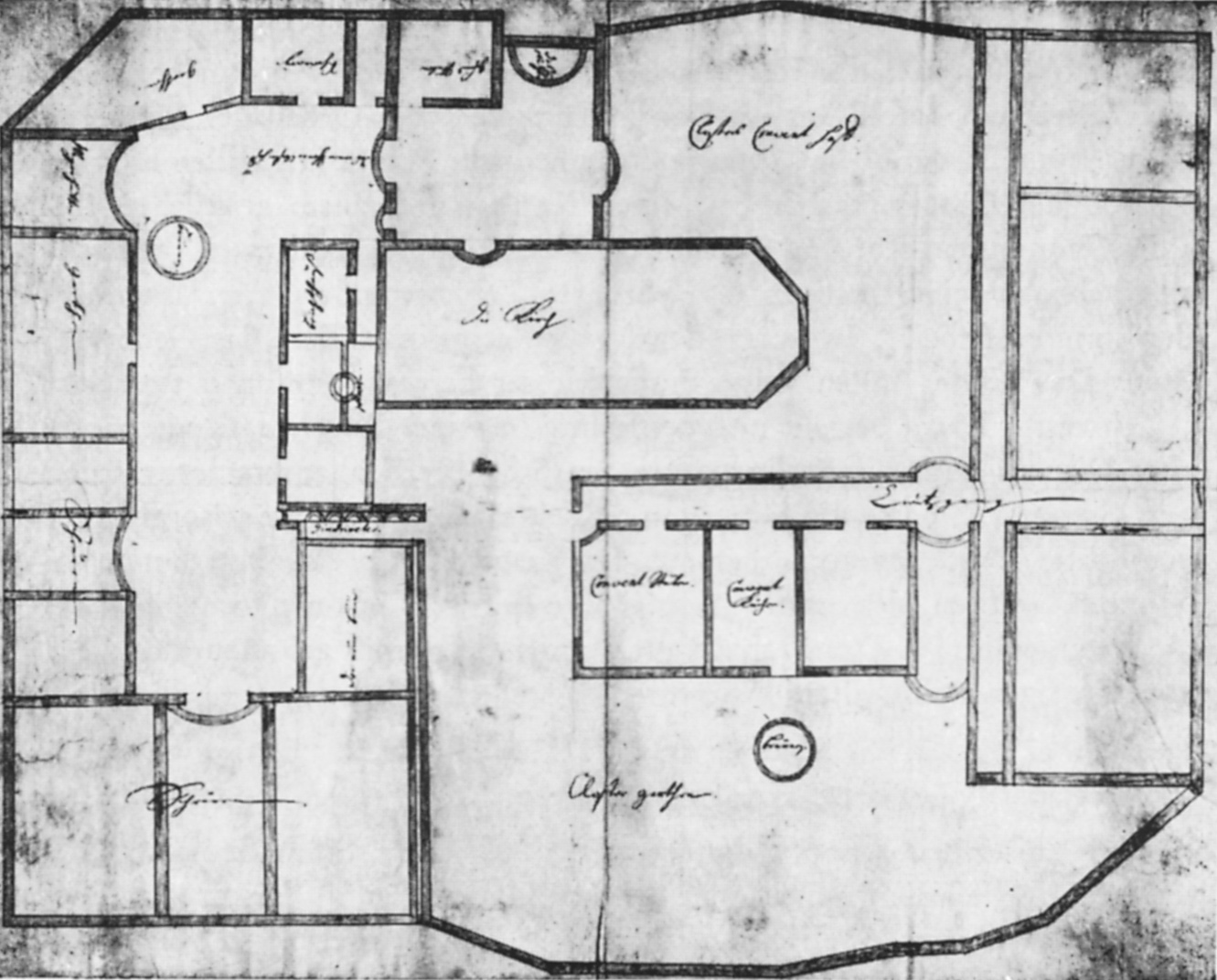
Plan des Klaraklosters von 1723

Zu dem überbauten Gebiet gehört auch die ehemalige Klostergasse, die zum Heilbronner Klarakloster führte. Das Haus der Stadtgeschichte hat zu den Bewohnern der Klostergasse 29 (Sektkellerei „Zeller & Rauch“), 31, 32 (Knabenschule und Familie Orth), 34, 35 (Drautz und Georg Klett), 37, 39, 40 und 44 veröffentlicht.
Besonders bekannt war das Gebäude Klostergasse 4 (1433), das einst dem Reformator Lachmann gehörte. Bei den Bauarbeiten für die neue Kilianspassage wurde der alte Keller unter Nr. 4 wieder freigelegt. In dem Haus wurde ein Christuskopf gefunden, der möglicherweise während der Zeit des Dreißigjährigen Krieges als Spolie für das Haus verwendet worden ist. 1526 gehörte das Haus dem Reformator Johannes Lachmann; über zwei Fenstern im Hof befand sich die Inschrift „Anno domini 1526 sub Johanne Lachmanno“.
1795 wurde das Haus von Georg Andreas Cluß, Sohn der Unternehmerfamilie Cluss erworben, der Architekt Adolf Cluss wurde in dem Cluss’schen Haus geboren.
Seit 1870 gehörte das Haus dem Weinhändler Johann Ehrmann aus Bretten.
1965 veräußerte Robert Friedrich Ehrmann das Grundstück Kilianstraße 7 für den Neubau der Kilianspassage. Das Gebäude wurde 1966 für die Kilianspassage abgebrochen. Bei den Abbrucharbeiten im Jahre 1966 ging auch der steinerne Kopf verloren, der zum ehemaligen Ehrmannschen Haus Ecke Kilianstraße/Klostergasse gehörte. 1971 ging das Unternehmen  in Konkurs.

### Kilianspassage (1971–2009)
1971 wurde nach Entwürfen des Architekten Kurt Marohn die neue Kilianspassage im Stil des béton brut (wörtlich „roher Beton“, französischer Ausdruck für Sichtbeton) erbaut. Laut der Beschreibung von Werner Föll entsprach der Betonbau einer „großstädtischen Bauweise“ und setzte „neue Akzente“ in der Stadtarchitektur. Der Gemeinderat hatte zuvor durch entsprechende Veränderungen bei den Bebauungsplänen die Voraussetzungen zur „großstädtischen Bauweise“ geschaffen.
Dort war auch das „Musikhaus Sproesser“ beheimatet, das antiquarische Noten, klassische Musikinstrumente und Saiten verkaufte. Gründer des Musikhauses als Zentrum der klassischen Musik für Musiklehrer und ihre Schüler im Unterland waren im Jahre 1946 Axel Sproesser Senior – Spezialist für Akkordeon-, Flöten-, Saxofon- und Klarinettenreparaturen im Unterland –, dessen Ehefrau Martha und Cousine Johanna Lude. Zuvor hatte sich das Musikhaus Axel Sproesser an der Allee 16 eingemietet, bevor man 1970 den Laden in der Kilianspassage kaufte.

## Architektur und Rezeption des Klosterhofs

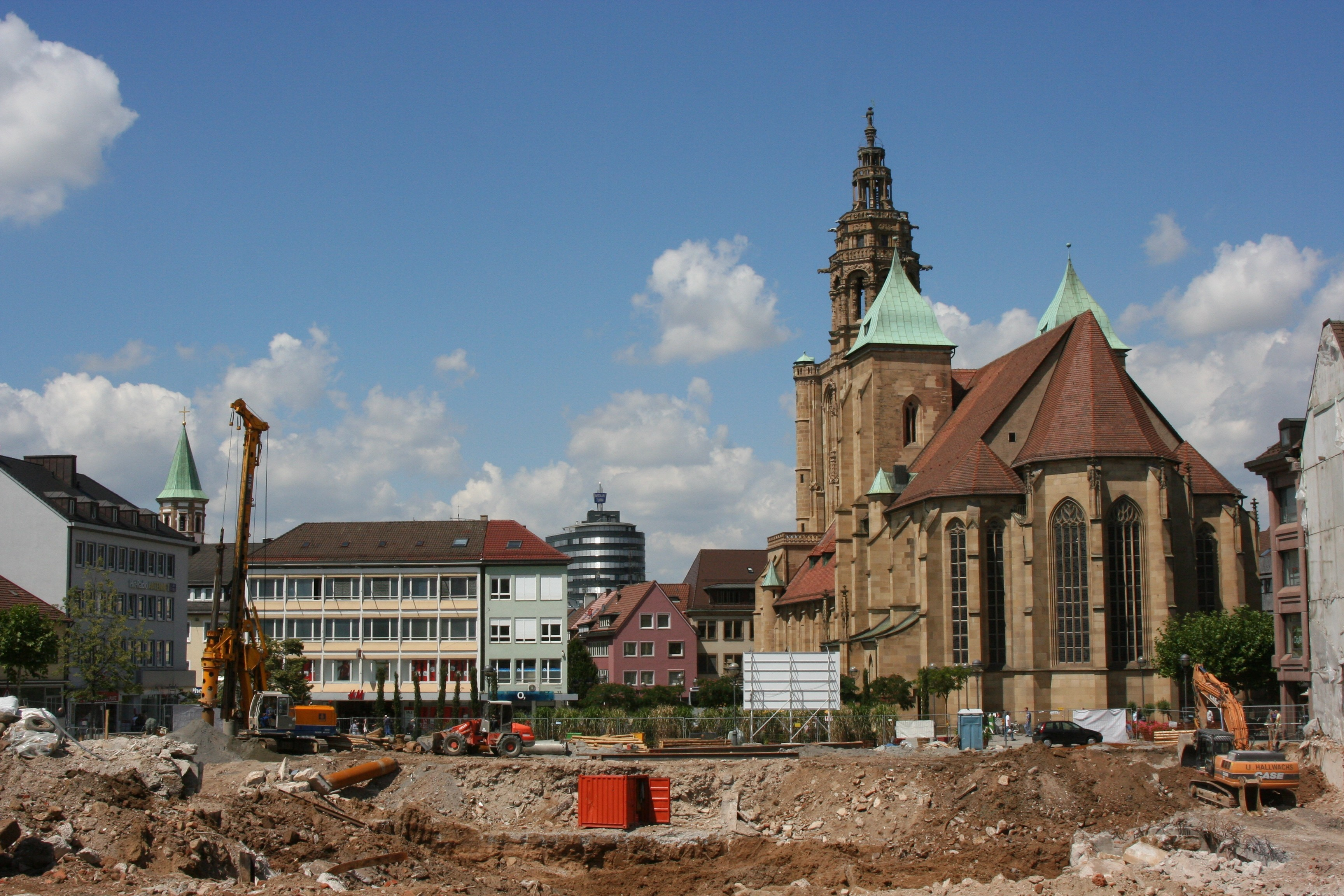
Abbruch der Kilianspassage

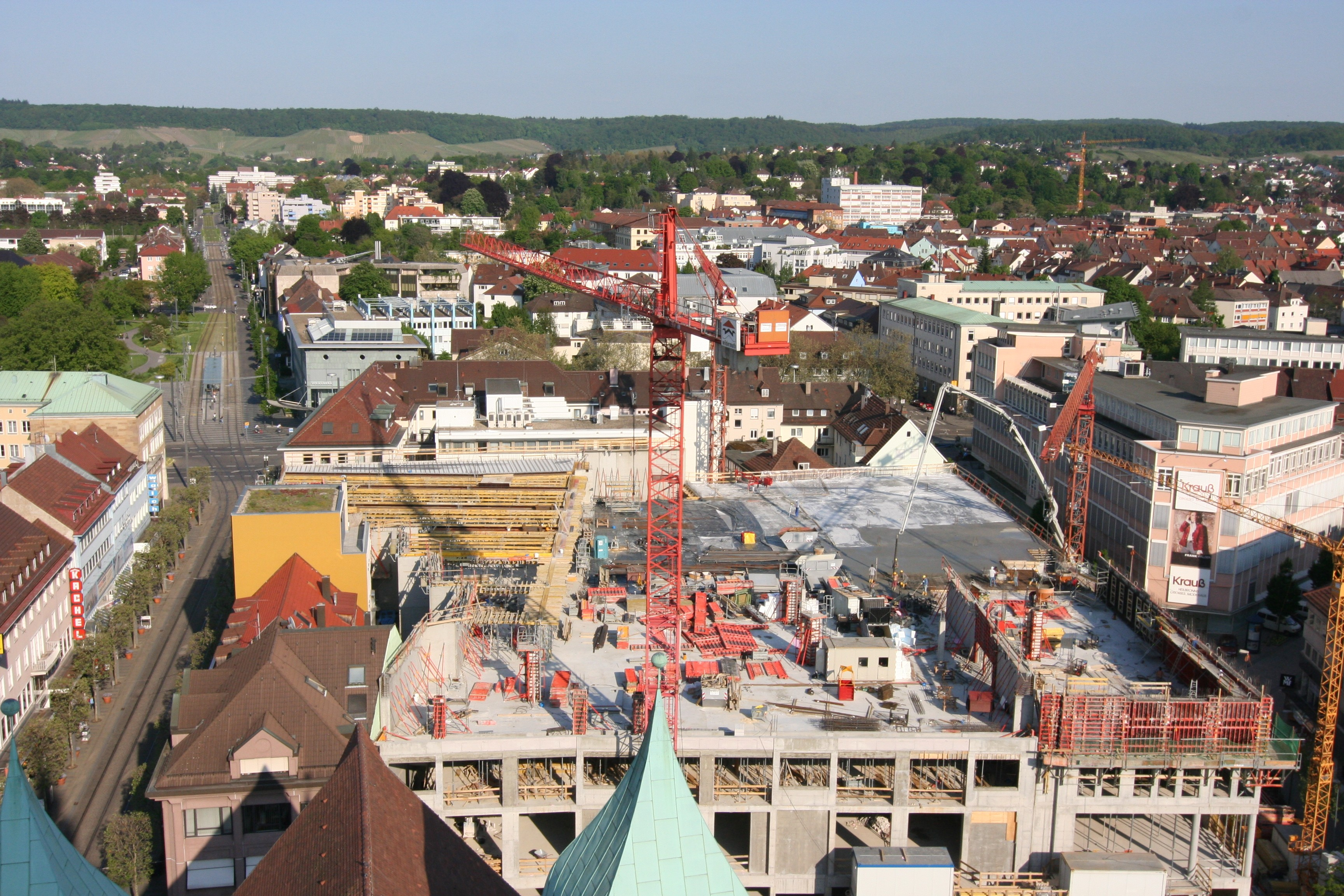
Klosterhof-Neubau im Rohbauzustand

Die Fassade des Klosterhofs wurde mit verschieden starken Platten aus Sandstein verblendet, womit auf den Materialstil der Reformarchitektur hingewiesen wird.
Markus Löffelhardt bemerkt, dass der historische Kontext des Carrées den Klosterhof-Neubau wesentlich beeinflusst habe – so sei der Neubau „vom Gedanken an Gründerzeitbauten“ inspiriert und sei „unter Würdigung des historischen Kontexts [als] eine zeitgemäße und eigenständige Neuinterpretation des Typus Stadthaus“ entstanden.

„Geleitet vom Gedanken an Gründerzeithäuser und als angemessene Antwort auf das Gegenüber der historischen Kirche wurde der für Heilbronn ehemals typische, jedoch in Vergessenheit geratene Sandstein gewählt. Verschiedene Plattenstärken geben der Fassade über eine rhythmisierte Ordnung Lebendigkeit - ein ornamentales Gestaltungsprinzip, das sich mit variierenden Themen über den Gebäudekomplex legt. Das Material in seiner differenzierten Ausformung vermittelt Wertigkeit, die Architektur schafft unter Würdigung des historischen Kontexts eine zeitgemäßige und eigenständige Neuinterpretation des Typus Stadthaus.“